# Dafydd Gam
Dafydd Gam, auch David Gam, eigentlich Dafydd ap Llywelyn, († 25. Oktober 1415 bei Azincourt) war ein walisischer Adliger und Soldat. Sein Beiname Gam deutet darauf hin, dass er schielte oder einäugig war. Er war ein direkter Nachfahre der walisischen Könige von Brycheiniog.

## Leben
Bereits sein Vorfahre Einion Sais diente Mitte des 13. Jahrhunderts Humphrey de Bohun, 2. Earl of Hereford, der auch Lord of Brecon war. Einion Sais Nachfahren hatten unter den Lords of Brecon herausgehobene Positionen wie das Amt des Sheriffs oder des Constable inne und dienten auch in kritischen Zeiten wie 1297 oder während der Rebellion von 1322 zuverlässig und treu. Im Gegenzug erhielten sie Ländereien, Renten und Geschenke und waren eindeutig die vornehmste und reichste walisische Familie von Brecknockshire. Als die Bohuns in männlicher Linie 1373 ausstarben, fiel Brecknockshire schließlich an Henry Bolingbroke, der Mary de Bohun, eine der zwei Töchter und Erbinnen des letzten Humphrey de Bohun geheiratet hatte. Dafydd Gam trat in den 1380er Jahren in die Dienste von Bolingbroke. 1399 bezog er bereits eine jährliche Rente von 40 Mark, und als Bolingbroke im September 1399 englischer König wurde, standen ihm weitere Dienste und größere Belohnungen in Aussicht. Dafydds Bruder Gwilym sowie sein Sohn Morgan dienten dem neuen König als Knappen. In den nächsten zwölf Jahren beherrschte jedoch die walisische Rebellion von Owain Glyndŵr Dafydds Leben. Er wurde einer der erbittertsten Gegner Owain Glyndŵr und hatte wahrscheinlich erheblichen Anteil am englischen Sieg in der Schlacht von Pwll Melyn bei Usk am 5. Mai 1405. Er und seine Familie erhielten beschlagnahmte Besitzungen von Rebellen in Cardiganshire und Brecknockshire, doch für ihre Unterstützung der englischen Herrschaft mussten sie auch teuer bezahlen. Dafydds Vater Llywelyn ap Hwyel erhielt 1403 eine jährliche Rechte von 20 Pfund für seine Dienste, aber auch als Entschädigung für die Beschädigungen, die die Rebellen auf seinen Gütern verursacht hatten. Auch als die Rebellion zu Ende ging, wurde die Familie Dafydds von der Feindschaft anderer Waliser verfolgt. Zum Ende der Rebellion erlebte Dafydd die größte Demütigung, als er 1412 von den Rebellen gefangen genommen wurde und erst gegen angeblich 700 Mark Lösegeld wieder freikam. Um sich freikaufen zu können, musste ihn der König finanziell unterstützen.
1415 nahm er mit einem Aufgebot von drei Bogenschützen am Feldzug Heinrichs V. in Nordfrankreich teil und fiel in der Schlacht von Azincourt. Um seinen Tod in der Schlacht entstanden mehrere Legenden, deren Wahrheitsgehalt jedoch nicht belegt ist, angeblich soll der König selbst den sterbenden Dafydd noch zum Ritter geschlagen haben.

## Familie und Nachkommen
Er heiratete 1374 oder 1376 Gwladys, eine Tochter von Gwilym ap Hywel Crach, einem Vogt von Pencilli in Breconshire. Seine männlichen Nachfahren anglisierten seinen Beinamen schließlich zu Games. Seine Tochter Gwladys heiratete zuerst Roger Vaughan of Tretower, nach dessen Tod bei Azincourt in zweiter Ehe William ap Thomas. Ihr Sohn war William „Black Will“ Herbert.